# Emma Booth

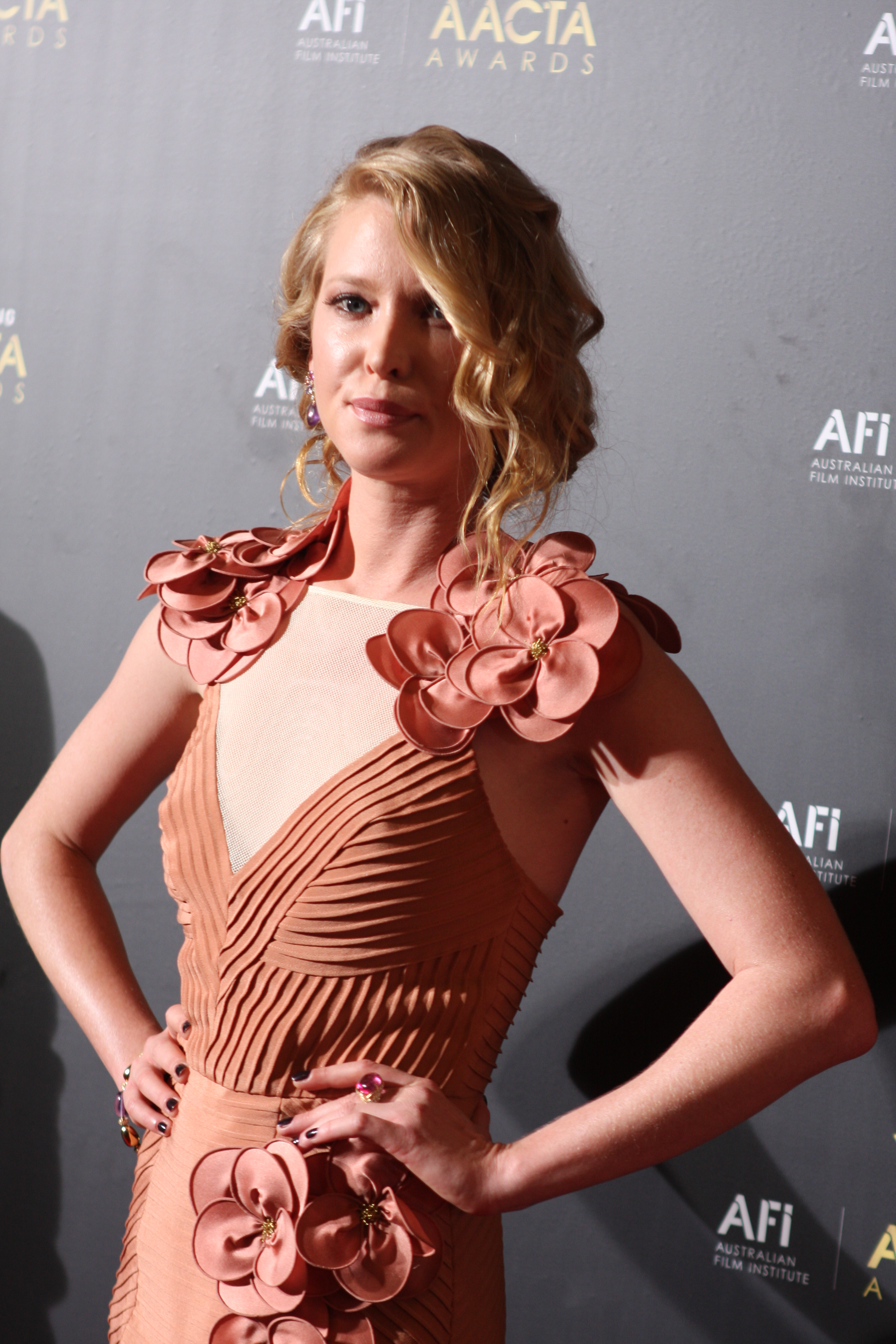
Emma Booth (2012)

Emma Booth (ur. 28 listopada 1982 w Perth) – australijska aktorka i modelka, która wystąpiła m.in. w filmach Parker, Bogowie Egiptu i Ogary miłości.

## Filmografia

### Filmy
| Rok  | Tytuł               | Rola           | Uwagi       |
| ---- | ------------------- | -------------- | ----------- |
| 2006 | Alex's Party        | Christie       | krótkometr. |
| 2007 | Hippie Hippie Shake | Germaine Greer | niewydany   |
| 2007 | Clubland            | Jill           |             |
| 2009 | Moi chłopcy         | Laura          |             |
| 2009 | Nienasycony         | Liese Wollner  |             |
| 2010 | Toksyczna miłość    | Stevie         |             |
| 2011 | Swerve              | Jina           |             |
| 2013 | Parker              | Claire         |             |
| 2013 | Scene 16            | India          | krótkometr. |
| 2013 | Ścieżki             | Marg           |             |
| 2014 | Tango Underpants    | Carolyn        | krótkometr. |
| 2016 | Bogowie Egiptu      | Neftyda        |             |
| 2016 | Ogary miłości       | Evelyn White   |             |
| 2018 | Zagłada             | Samantha       |             |
| 2019 | Szczęściara         | Claire Phee    |             |
| 2020 | Proxy               | Victoria       | krótkometr. |

### Telewizja
| Rok       | Tytuł                             | Rola                     | Uwagi      |
| --------- | --------------------------------- | ------------------------ | ---------- |
| 1996–97   | The Adventures of the Bush Patrol | Dana Drysdale            | 7 odc.     |
| 2003      | The Shark Net                     | Roberta Ainslie          | miniserial |
| 2006      | Small Claims: The Reunion         | Annie                    | film TV    |
| 2007      | Cena życia                        | Ruby Sparrow             | 2 odc.     |
| 2007      | The Circuit                       | Nicola                   | miniserial |
| 2009      | 3 Acts of Murder                  | Sarah Corbett            | film TV    |
| 2010      | Porachunki                        | Kim Hollingsworth        | gł. rola   |
| 2011      | Cloudstreet                       | Rose Pickles             | miniserial |
| 2012      | Jack Irish: Duchy przeszłości     | Isabel Irish             | film TV    |
| 2013      | Gothica                           | Madeline Usher           | film TV    |
| 2014      | Jack Irish: Martwy punkt          | Isabel Irish             | film TV    |
| 2015–19   | Glitch                            | Kate Willis              | gł. rola   |
| 2017–2018 | Dawno, dawno temu                 | Gothel / Eloise Gardener | 12 odc.    |
| 2020      | The Gloaming                      | Molly McGee              | gł. rola   |
| 2021      | Jack Irish                        | Isabel Irish             | 3 odc.     |